# Opfer der Liebe (film 1923)
Opfer der Liebe è un film muto del 1923 diretto da Martin Hartwig.

## Produzione
Il film fu prodotto dalla Münchner Lichtspielkunst AG (Emelka).

## Distribuzione
Distribuito dalla Bayerische Film, uscì nelle sale cinematografiche tedesche presentato a Monaco nel marzo 1923.